# Силвестер Сталоне
Мајкл Силвестер Гардензио Сталоне (енгл. Michael Sylvester Gardenzio Stallone; Њујорк, 6. јул 1946) амерички је филмски глумац, режисер и сценариста. Најпознатији је по филмским серијалима Роки и Рамбо.

## Биографија
Сталоне је рођен у Њујорку, од Франка Сталонеа Старијег (италијанског порекла) и Жаклин „Џеки“ Лабофиш (руско-јеврејског и француског порекла). Његов млађи брат Франк Сталоне је певач по занимању.
Своју глумачку каријеру започиње у порнографском филму Журка „Код Кити и пастува” (енгл. Party at Kitty and Stud's), 1970. године. Касније добија малу улогу са Вудијем Аленом у филму Банане (енгл. Bananas; 1971). После тога добија још неколико мањих филмских улога, а касније се појављује као гост у ТВ серијама Полицијска прича (енгл. Police Story) и Коџак (енгл. Kojak). Филмску славу стиче 1976. године улогом боксера у великим филмском хиту Роки (енгл. Rocky). За снимање овог филма потрошено је свега милион долара, а зарадио је у свету преко 225 милиона долара. После Рокија популарност му нагло расте и игра у великим филмским хитовима као што су: Роки 2, Рамбо, Роки 3, Рамбо 2, Роки 4, Рамбо 3, Танго и Кеш, Алпиниста, Разбијач, Специјалиста и многим другим. У музичком филму Вештачки дијамант из 1984. где је играо са Доли Партон је осим глуме и певао. Такође, осим филма он и Доли су снимили заједничку плочу са целим песмама из филма. Велики је поштовалац Боливудске филмске индустрије, где је и снимио један филм.

## Награде
- Номинован за Оскара као најбољи главни глумац у филму Роки, 1976. године[5].

## Приватни живот
Био је ожењен са Сашом Чак (енгл. Sasha Czack; 1974 — 1985) са којом има два сина. Након развода 1985. године, оженио се са глумицом Бригит Нилсен од које се две године касније развео. Тренутно је у браку са Џенифер Флејвин (енгл. Jennifer Flavin) са којом има три кћерке. Најстарији син Сејџ му је преминуо у 36-тој години живота. Једном приликом је истакао да је велики верник и да је све постигао захваљујући Богу. Живи на Беверли Хилсу у Калифорнији.

## Занимљивости
- Рођен је истог датума као Џорџ В. Буш.
- Један је од власника ланца ресторана Планет Холивуд (енгл. Planet Hollywood), заједно са својим колегама, глумцима Брусом Вилисом и Арнолдом Шварценегером.
- Одбио је улогу Џона Маклејна у филму Умри мушки, 1988. године (касније је та улога додељена Брусу Вилису).

## Филмографија
| Улоге Силвестера Сталонеа |                               |               |                     |          |
| Година                    | Српски назив                  | Изворни назив | Улога               | Напомена |
| 2023.                     | Плаћеници 4                   |               | Барни Рос           |          |
| 2023.                     | Чувари галаксије 3            |               | Стакар Огорд        |          |
| 2022.                     | Краљ Талсе                    |               | Двајт Манфреди      |          |
| 2021.                     | Одред отписаних: Нова мисија  |               | Краљ Ајкула (глас)  |          |
| 2019.                     | Рамбо: До последње капи крви  |               | Џон Рамбо           |          |
| 2018.                     | Крид 2                        |               | Роки Балбоа         |          |
| 2017.                     | Чувари галаксије 2            |               | Стакар Огорд        |          |
| 2016.                     | Рaчет и Кланк                 |               | Виктор              |          |
| 2015.                     | Крид: Рађање легенде          |               | Роки Балбоа         |          |
| 2014.                     | Плаћеници 3                   |               | Барни Рос           |          |
| 2013.                     | План за бег                   |               | Реј Бреслин         |          |
| 2012.                     | Плаћеници 2                   |               | Барни Рос           |          |
| 2012.                     | Метак у главу                 |               | Џејмс Бономо        |          |
| 2010.                     | Плаћеници                     |               | Барни Рос           |          |
| 2009.                     | Проклета љубав                |               | камео               |          |
| 2008.                     | Рамбо 4                       |               | Џон Рамбо           |          |
| 2006.                     | Роки 6                        |               | Роки Балбоа         |          |
| 2004.                     | Заклон                        |               | Стивенс             |          |
| 2003.                     | Деца шпијуни 3                |               | Тојмекер            |          |
| 2003.                     | Такси 3                       |               | путник на аеродрому |          |
| 2002.                     | Одмазда на мафијашки начин    |               | Френки Делано       |          |
| 2002.                     | Детокс                        |               | ФБИ агент Мелој     |          |
| 2001.                     | Дивља вожња                   |               | Џо Танто            |          |
| 2000.                     | Ухвати Картера                |               | Џек Картер          |          |
| 1998.                     | Мравци                        |               |                     |          |
| 1998.                     |                               |               | себе                |          |
| 1997.                     |                               |               |                     |          |
| 1997.                     | Земља полицајаца              |               | шериф Фреди Хефлин  |          |
| 1996.                     | Светлост дана                 |               | Кит Латура          |          |
| 1995.                     | Судија Дред                   |               | судија Џозеф Дред   |          |
| 1995.                     | Атентатори                    |               | Роберт Рат          |          |
| 1994.                     | Специјалиста                  |               | Реј Квик            |          |
| 1993.                     | Алпиниста                     |               | Гејб Волкер         |          |
| 1993.                     | Разбијач                      |               | Џон Спартан         |          |
| 1992.                     | Стој! Или ће моја мама пуцати |               | Џо Бомовски         |          |
| 1991.                     | Оскар                         |               | Ангело Проволне     |          |
| 1990.                     | Роки 5                        |               | Роки Балбоа         |          |
| 1989.                     | Иза браве                     |               | Френк Леоне         |          |
| 1989.                     | Танго и Кеш                   |               | Рејмонд Реј Танго   |          |
| 1988.                     | Рамбо 3                       |               | Џон Рамбо           |          |
| 1987.                     | На врху                       |               | Линкон Хок          |          |
| 1986.                     | Кобра                         |               | Марион Кобрети      |          |
| 1985.                     | Рамбо 2                       |               | Џон Рамбо           |          |
| 1985.                     | Роки 4                        |               | Роки Балбоа         |          |
| 1984.                     | Вештачки дијамант             |               |                     |          |
| 1983.                     | Грозница суботње вечери II    |               | човек са улице      |          |
| 1982.                     | Роки 3                        |               | Роки Балбоа         |          |
| 1982.                     | Рамбо                         |               | Џон Рамбо           |          |
| 1981.                     |                               |               |                     |          |
| 1981.                     | Бекство у победу              |               | Роберт Хеч          |          |
| 1979.                     | Роки 2                        |               | Роки Балбоа         |          |
| 1978.                     | Ф.И.С.Т.                      |               | Џони Д. Ковак       |          |
| 1978.                     | Паклена четврт                |               | Козмо Карбони       |          |
| 1976.                     |                               |               |                     |          |
| 1976.                     | Роки                          |               | Роки Балбоа         |          |
| 1975.                     |                               |               | младић у парку      |          |
| 1975.                     |                               |               | Френк Нити          |          |
| 1975.                     |                               |               |                     |          |
| 1975.                     |                               |               |                     |          |
| 1974.                     |                               |               |                     |          |
| 1971.                     | Банане                        |               |                     |          |
| 1971.                     |                               |               |                     |          |
| 1970.                     | Бунтовник                     |               | Џери Севиџ          |          |
| 1970.                     |                               |               |                     |          |

### Плаћен по филмовима
- Одмазда на мафијашки начин (2002) - $20.000.000
- Убица међу нама (2002) - $20.000.000
- Дивља вожња (2001) - $20.000.000
- Ухватити Картера (2000) - $20.000.000
- Земља полицајаца (1997) - $60,000
- Светлост дана (1996) - $20.000.000
- Атентатори (1995) - $20.000.000
- Судија Дред (1995) - $20.000.000
- Специјалиста (1994) - $15.000.000
- Разбијач (1993) - $15.000.000
- Алпиниста (1993) - $15.000.000
- Оскар (1991) - $15.000.000
- Роки 5 (1990) - $15.000.000
- Танго и Кеш (1989) - $15.000.000
- Иза браве (1989) - $15.000.000
- Рамбо 3 (1988) - $15.000.000
- На врху (1987) - $12.000.000
- Роки 4 (1985) - $15.000.000
- Грозница суботње вечери II (1983) - $10.000.000
- Рамбо (1982) - $3.500.000
- Роки 3 (1982) - $10.000.000
- Роки (1976) - $23,000
- (1975) - $1,000/седмично
- (1970) - $200

### Познати глумци и глумице са којима је сарађивао
- Курт Расел (Танго и Кеш)
- Весли Снајпс (Разбијач)
- Сандра Булок (Разбијач)
- Шерон Стоун (Специјалиста)
- Антонио Бандерас (Атентатори)
- Мики Рурк (Ухватити Картера)
- Роб Шнајдер (Судија Дред)
- Доли Партон (Вештачки дијамант)
- Арнолд Шварценегер (Бекства)